# Casa Tristany
La Casa Tristany es una masía fortificada situada en el municipio de Pinós en la comarca del Solsonés.
Fue la casa solariega que vio nacer a los cabecillas carlistas Benito Tristany y Rafael Tristany.